# Земунска пошта
Зграда Земунске поште је споменик културе. Налази се у Земуну на углу улица Давидовићеве и Главне бр. 8.

## Историјат
Зграда Поште подигнута је 1896. године по плановима које је потписао градски инжењер Драгутин Капус, а на месту на ком се налазила срушена поштанска зграда из 18. века. Грађевинске радове је изводио познати земунски грађевинар Фрања Јенч. Од своје изградње до данашњих дана, зграда је служила искључиво првобитној намени.

## Опис
Зграде Земунске поште је двотрактног типа са ходником у средини, развијене диспозиције, адекватне садржају. Обликована је у стилу неоренесансе с утицајем северњачког барока у кровним декоративним елементима. Богатом пластиком и својим специфичним програмом издваја се од јавних грађевина просторне културно историјске целине Старо језгро Земуна. Зграда је грађена од тврдог материјала, најзаступљенија је опека са кречним малтером а покривена је највећим делом црепом. Употреба различитих материјала, полихромне фасаде и разуђена кровна пластика дају овој згради карактер репрезентативног објекта. Зграда Земунске поште представља једну од најзначајнијих јавних грађевина које документују историјски и урбани карактер Старог језгра Земуна, као и висок ниво архитектонске културе Земуна са краја 19. века. Архитектура Поште може се сврстати међу најзначајније и најуспешније примере зрелог историцизма на територији Србије.

## Галерија
- Угао Главне и Давидовићеве
- Изглед из Главне улице
- Главни улаз
- Угао зграде
- Двориште